# Лафейетт (округ, Арканзас)
Лафейе́тт (англ. Lafayette County) — округ, расположенный в штате Арканзас, США, с населением в 8559 человек по статистическим данным переписи 2000 года. Столица округа находится в городе Льюисвилл.
Округ Лафейетт был образован 15 октября 1827 года и получил своё название в честь французского политического деятеля и американского генерала, участника Войны за независимость США, маркиза Жильбера Лафайета.

## География
По данным Бюро переписи населения США округ Лафейетт имеет общую площадь в 1412 квадратных километров, из которых 1362 кв. километра занимает земля и 49 кв. километров — вода. Площадь водных ресурсов округа составляет 3,41 % от всей его площади.

### Соседние округа
- Хемпстед — север
- Невада — северо-восток
- Колумбия — восток
- Уэбстер, Луизиана — юго-восток
- Божер, Луизиана — юг
- Каддо, Луизиана — юго-запад
- Миллер — запад

## Демография

Диаграмма распределение населения округа по возрастным диапазонам. Данные переписи населения 2000 года

По данным переписи населения 2000 года в округе Лафейетт проживало 8559 человек, 2 376 семей, насчитывалось 3 434 домашних хозяйства и 4 560 жилых домов. Средняя плотность населения составляла 6 человек на один квадратный километр. Расовый состав округа по данным переписи распределился следующим образом: 62,08 % белых, 36,49 % чёрных или афроамериканцев, 0,37 % коренных американцев, 0,22 % азиатов, 0,01 % выходцев с тихоокеанских островов, 0,63 % смешанных рас, 0,20 % — других народностей. Испано- и латиноамериканцы составили 1,03 % от всех жителей округа.
Из 3 434 домашних хозяйств в 27,90 % — воспитывали детей в возрасте до 18 лет, 50,60 % представляли собой совместно проживающие супружеские пары, в 14,40 % семей женщины проживали без мужей, 30,80 % не имели семей. 28,40 % от общего числа семей на момент переписи жили самостоятельно, при этом 14,60 % составили одинокие пожилые люди в возрасте 65 лет и старше. Средний размер домашнего хозяйства составил 2,46 человека, а средний размер семьи — 3,00 человека.
Население округа по возрастному диапазону по данным переписи 2000 года распределилось следующим образом: 25,40 % — жители младше 18 лет, 8,10 % — между 18 и 24 годами, 24,40 % — от 25 до 44 лет, 24,40 % — от 45 до 64 лет и 17,70 % — в возрасте 65 лет и старше. Средний возраст жителей округа составил 39 лет. На каждые 100 женщин в округе приходилось 93,60 мужчины, при этом на каждых сто женщин 18 лет и старше приходилось 87,80 мужчины также старше 18 лет.
Средний доход на одно домашнее хозяйство в округе составил 24 831 доллар США, а средний доход на одну семью в округе — 30 720 долларов. При этом мужчины имели средний доход в 26 492 доллара США в год против 17 000 долларов США среднегодового дохода у женщин. Доход на душу населения в округе составил 14 128 долларов США в год. 18,70 % от всего числа семей в округе и 23,20 % от всей численности населения находилось на момент переписи населения за чертой бедности, при этом 31,50 % из них были моложе 18 лет и 19,30 % — в возрасте 65 лет и старше.

## Главные автодороги
- US 82
- AR 29
- AR 53
- AR 160

## Населённые пункты
- Бакнер
- Брадли
- Льюисвилл
- Стампс